# 特拉滕巴赫
特拉滕巴赫是奥地利下奥地利州诺因基兴县的一个市镇。总面积30.86平方公里，总人口562人，人口密度18.2人/平方公里（2005年）。著名哲学家路德维希·维特根斯坦于1920年至1922年在此地担任小学教师。